# 리스너즈
리스너즈(Listeners, 일본어: リスナーズ)는 MAPPA가 제작하고 Jin이 제작하고 안도 히로아키가 감독한 일본 오리지널 애니메이션 TV 시리즈이다. 이 시리즈는 2020년 4월 3일부터 6월 19일까지 아니메이즘 프로그래밍 블록에서 방영되었다.

## 줄거리
이 시리즈는 플레이어의 이어리스(Earless) 공격으로부터 인류가 방어되고 후자는 그 과정에서 명성과 재산을 얻는 포스트 아포칼립스 세계를 배경으로 한다. 에코 레크(Echo Rec, エコヲ・レック)는 플레이어즈에 합류하여 자신만의 메카를 조종하는 꿈을 꾸지만, 기억을 잃고 몸에 보조 포트가 있는 수수께끼의 소녀 뮤(μ, ミュウ)를 만나기 전까지는 그렇게 할 가능성이 전혀 없다. 보조 포트는 플레이어를 나타낸다. 뮤와 에코는 명성과 부를 위해 함께 노력한다.